# Jamaikanische Badmintonmeisterschaft 1973
Die Jamaikanische Badmintonmeisterschaft 1973 fand vom 17. bis zum 21. September 1973 in Kingston statt. Es war die 26. Austragung der nationalen Titelkämpfe im Badminton von Jamaika.	

## Finalergebnisse
| Disziplin    | Sieger                         | Finalist                       | Ergebnis          |
| ------------ | ------------------------------ | ------------------------------ | ----------------- |
| Herreneinzel | Keith Palmer                   | Richard Wong                   | 15-4, 15-5        |
| Dameneinzel  | Jennifer Haddad                | Margaret Parslow               | 11-8, 11-3        |
| Herrendoppel | Richard Roberts Anthony Garcia | Keith Palmer Richard Wong      | 15-8, 6-15, 15-8  |
| Damendoppel  | Jennifer Haddad Norma Haddad   | Margaret Parslow Jean Chin Loy | 15-4, 15-5        |
| Mixed        | Richard Wong Margaret Parslow  | Anthony Garcia Lorna Hill      | 13-15, 15-7, 15-7 |